# Áno Gatzéa
Áno Gatzéa (Ano Gatzea) är en ort i Grekland.   Den ligger i prefekturen Nomós Magnisías och regionen Thessalien, i den centrala delen av landet, 160 km norr om huvudstaden Aten. Áno Gatzéa ligger 202 meter över havet och antalet invånare är 297.
Terrängen runt Áno Gatzéa är varierad. Havet är nära Áno Gatzéa söderut.  Närmaste större samhälle är Volos, 14,3 km väster om Áno Gatzéa. 